# Amphibulus satageus
Amphibulus satageus là một loài tò vò trong họ Ichneumonidae.